# Електронни ефекти при производните на бензен
Делокализираният π-електронен облак в бензена променя в различна степен разпределението на електронната плътност при заместване на водороден атом от ароматното ядро. Заместителят в бензеновото ядро влияе върху скоростта на взаимодействие с атакуващия електрофил и определя позицията му на присъединяване в ядрото. Влиянието на заместителя е резултат от влиянието на двата електронни ефекта – индукционен (I) и мезомерен (М). Това се отразява върху реакционната способност на ароматната система и ориентирането на постъпващия заместител зависи основно от това дали той отдава или изтегля електрнна плътност от системата.

## Класификация на заместителите
| Активиращи заместители                  | Активиращи заместители                  | Дезактивиращи заместители               | Дезактивиращи заместители            |
| --------------------------------------- | --------------------------------------- | --------------------------------------- | ------------------------------------ |
| силно                                   | слабо                                   | слабо                                   | силно                                |
| –OH, –NH2, –OR и др.                    | –R, –Ar и др.                           | X                                       | –NO2, –COOH, –SO3H, =C=O, –C≡N и др. |
| –I << +М                                | +I > +М                                 | –I > +М                                 | –I > –М                              |
| o–, p– ориентанти, заместители от I род | o–, p– ориентанти, заместители от I род | o–, p– ориентанти, заместители от I род | m– ориентанти, заместители от II род |

## Заместители от I род
Тези заместители са o- и p-ориентанти.

### Силно активиращи
| –I | << | + М | (–OH, –NH2, –OR и др.)
Такива заместители са електронни донори. Преобладаващото влияние на +М ефект води до силно активиране на бензеновото ядро. Вследствие на увеличаването на електронната плътност на о- и p-местата (благодарение на σ-π-свръхспрежението) такива производни много лесно участват в заместителни реакции.

### Слабо активиращи
|+I| > |+М| (–R, –Ar)
Тези заместители отново са електронни донори. Допуска се наличието на σ-π-свръхспрежение, което е слабоефективно. Преобладава образуването на o- и p-дипроизводни.

### Слабо дезактивиращи
| –I | > | + М | (–F, –Cl, –Br, –I)
Отрицателният I-ефект дезактивира бензеновото ядро вследствие на общото обедняване на електронна плътност на всички въглеродни атоми. Това води до формиране на частични положителни заряди при всички въглеродни атоми от ароматната система. Слабото σ-π-спрежение води до появата на разлика в абсолютните стойности на тези частични заряди. Постъпващият заместител се ориентира на о- и р-местата, защото те са с по-малък положителен зариад от m-местата. Халогенните елементи слабо дезактивират ароматната система, вследствие на което арилхалогенидите участват в електрофилни заместителни реакции при по-твърди условия от бензена или алкилбензенине.

## Заместители от II род
Тези заместители са силнодезактивиращи ароматната система m-ориентанти.
| -I | > | -М | (–C=OR, –COOH, –COOR, =C=O, –C≡N, –NO2, –SO3H и др.)
Тези групи са изтеглят към себе си електронната плътност от 6π-системата на бензеновото ядро и така я дезактивират. Всички въглеродни атоми от бензеновото ядро придобиват частични положителни заряди, но на m-местата зарядите са по-малки, поради което силно дезактивиращите заместители ориентират новопостъпващите групи на m-място.